# 竹峰義和
竹峰 義和（たけみね よしかず、1974年 - ）は、日本のドイツ文学者、哲学者、東京大学教授。専門はドイツ思想史・映像文化論。

## 略歴
兵庫県生まれ。1997年早稲田大学政治経済学部卒業。2001年から2003年ベルリン自由大学留学。2007年東京大学大学院総合文化研究科超域文化科学専攻博士課程修了、「<文字>としての映像 テオドール・W・アドルノの映像メディア観の変遷」で博士（学術）。
2009年日本大学法学部助教を経て、2014年東京大学大学院総合文化研究科准教授。

## 受賞歴
- 2009年『アドルノ、複製技術へのまなざし』で第6回日本独文学会賞[3]。
- 『＜救済＞のメーディウム』で、2017年第8回表象文化論学会賞[4]と、2018年第30回和辻哲郎文化賞受賞[1]。

## 著書

### 単著
- 『アドルノ、複製技術へのまなざし――〈知覚〉のアクチュアリティ』青弓社 2007年
- 『〈救済〉のメーディウム――ベンヤミン、アドルノ、クルーゲ』東京大学出版会 2016年

### 共編著
- 『陶酔とテクノロジーの美学――ドイツ文化の諸相1900-1933』鍛治哲郎共編、青弓社 2014年
- 『イメージ学の現在　ヴァールブルクから神経系イメージ学へ』坂本泰宏・田中純共編、東京大学出版会 2019年

### 翻訳
- 『アドルノ文学ノート 2』 みすず書房 2009年 三光長治・高木昌史・圓子修平・恒川隆男・前田良三・杉橋陽一共訳
- ヴィンフリート・メニングハウス『吐き気――ある強烈な感覚の理論と歴史』知野ゆり・由比俊行共訳 法政大学出版局 「叢書・ウニベルシタス」 2010年
- ベルント・シュティーグラー『写真の映像――写真をめぐる隠喩のアルバム』柳橋大輔共訳 月曜社 2015年
- フランツ・カフカ「流刑地にて/雑種 /こま」- 『カフカ　ポケットマスターピース』所収

多和田葉子編、集英社文庫ヘリテージシリーズ 2015年
- ミリアム・ブラトゥ・ハンセン『映画と経験――クラカウアー、ベンヤミン、アドルノ』滝浪佑紀共訳、法政大学出版局 [叢書・ウニベルシタス] 2017年
- テオドール・W・アドルノ『模範像なしに――美学小論集』みすず書房 2017年
- ヴィンフリート・メニングハウス『生のなかば――ヘルダーリン詩学にまつわる試論』月曜社 [叢書・エクリチュールの冒険] 2018年
- ジークフリート・クラカウアー『映画の理論　物理的現実の救済』東京大学出版会 2022年
- エーリッヒ・アウエルバッハ『文学と戦争　ヨーロッパの歴史と文化をめぐる亡命者の思索（1938-1947）』クリスティアン・リヴォレッティ編、高田康成共訳、法政大学出版局［叢書・ウニベルシタス］、2025年6月

## 論文
- ＜竹峰義和